# Пространственные способности
Пространственные способности (англ. spatial abilities) — способность  понимать, рассуждать и запоминать пространственные отношения между объектами и пространством.  В широком смысле пространственные способности включают процессы, связанные с восприятием, запоминанием и изменением пространственных отношений между объектами, а также способности визуализировать трансформацию объектных отношений вследствие изменения перспективы и других манипуляций. Пространственные способности являются предиктором академических достижений в области математики, естественных науках, технологиях, а также в архитектуре.

## Структура пространственных способностей
Благодаря результатам психометрических исследований выделяют такие компоненты пространственных способностей, как пространственная визуализация (Lockman,1979), пространственная ориентация (Hegarty,Waller, 2004), пространственное представление (Jansen, 2009),  мысленное вращение (Shepard,Metzler,1971) и пространственные отношения (Lockman,1987).  
Анализ исследований указывает на наличие ряда связанных между собой компонентов пространственных способностей.  Однако существуют различные точки зрения относительно количества компонентов, которые входят в эту структуру. В одном исследовании выделяется только два компонента: пространственные отношения и пространственная визуализация. Пространственные отношения — это одношаговые мысленные вращения двухмерных и трехмерных объектов. Пространственная визуализация представляет собой комплекс последовательных мысленных манипуляций (более одного шага) при складывании и раскладывании частей объекта. В то же время пространственная ориентация представляется как самостоятельный компонент, но выделение этого компонента осложнено отсутствием тестов, измеряющих только пространственную ориентацию. 

### Пространственные представления
Пространственные представления (space representations) — представления о величине, форме, ориентации и расположении предметов в трехмерном пространстве, а также об их перемещении и трансформации во время движения. Пространственные представления- это не просто вторичные образы, их можно рассматривать в качестве апперцептивной схемы, в соответствие с которой должна быть приведена поступающая информация, чтобы сделать доступным восприятие и различение пространственных свойств.

### Пространственная визуализация
Пространственная визуализация характеризует сложную многоступенчатую манипуляцию пространственно- представленной информацией. Она включает в себя визуальные образы, которые представляют собой способность мысленно представлять визуальные проявления объекта, и пространственные образы, которые состоят из мысленного представления пространственных отношений между частями или местоположениями объектов или движений. Пространственная визуализация также включает в себя воображение и работу с визуальными деталями измерения, формами, движением, особенностями и свойствами через ментальные образы и использование этих пространственных отношений для получения понимания проблемы. В то время как пространственное восприятие предполагает внешнее понимание через органы чувств, пространственная визуализация, его характеристики объекта остаются неизменными. В области спортивной психологии тренеры по различным видам спорта (например, баскетболу, футболу, гимнастике и гольфу) поощряли игроков использовать мысленные вращения в качестве одного из методов для достижения результатов в своей игре. Хегарти (Hegarty, 2004) показал, что люди манипулируют ментальными представлениями для рассуждений о механических проблемах, таких как работа шестеренок и шкивов. Такие видеоигры как Unreal Tournament, а также очень известная мейнстрим-игра Tetris, также головоломка кубик Рубика являются также видами деятельности которые включают более высокий уровень мысленного вращения и могут практиковаться для улучшения пространственных способностей с течением времени.
Выделяется две группы пространственных способностей:
1. Группа, связанная с пространственными способностями «малого масштаба», представляет собой пространственную визуализацию, пространственное представление и мысленное вращение. Данные способности включают манипуляцию объектов: трансформация объектов, мысленное вращение.
2. Группа, связанная с пространственными способностями «большого масштаба», включает ориентацию в пространстве и представление о расположении объектов. Данная группа связана с изменением зрительной перспективы наблюдателя в пространстве, а также к этой группе относят «чувство направления», восприятие перспективы и пространственную ориентацию.

Психологические и нейропсихологические исследования (Morris,Parslow,2004) показали, что при выполнении заданий, связанных с группой «малого масштаба», задействуются теменные доли мозга; при выполнении заданий, связанных с группой «большого масштаба», активируется гиппокамп и медиальные височные доли головного мозга. При выполнении тестов и заданий, связанных с обеими группами, активизируются также общие системы (зрение, мышечное чувство).
Результаты психометрических исследований (Аристова,2018) показали взаимосвязь между группами «большого масштаба» и «малого масштаба». Данные группы пространственных способностей рассматриваются как две самостоятельные категории, которые требуют разные измерительные методики. Для измерения группы пространственных способностей «большого масштаба» требуются тесты и методики с возможностью навигации в реальном и виртуальном пространстве, а для оценки группы пространственных способностей «малого масштаба» лучше подходят тесты на бумаге.

## Этиологияиндивидуальных различий пространственных способностях
Психогенетические исследования показали (Аристова,2018) биологические родственники более схожи между собой по уровню  пространственных способностей, чем не биологические родственники (McGee,1979).  В одном из масштабном исследовании на выборке TEDS (Twins Early Development Study) использовалась онлайн — батарея из 10 субтестов, оценивающая пространственные способности «малого масштаба»
. В исследовании участвовали 1367 близнецовых пар (19 — 21 года), в котором, кроме оценки пространственных способностей, оценивался уровень общего интеллекта. Результаты исследования показали, что пространственные способности являются целостным конструктом при контроле интеллекта. Также результаты показали, что генетические факторы, участвующие в формировании индивидуальных различий в выраженности общего интеллекта и пространственных способностях, частично совпадают.

## Половые различия в пространственных способностях
По данным психометрических исследований (Jansen, Heil, 2010), мужская выборка выполняет пространственные тесты лучше, чем женская. Такой результат наблюдается при выполнении заданий на мысленное вращение. В одном исследовании мысленное вращение изучалось на выборке из 150 человек, разделенной на три группы: 20—30 лет, 40—50 лет и 60—70 лет. Во всех возрастных группах мужчины справлялись с заданиями лучше, чем женщины. Наиболее успешными в решении оказались участники от 20 до 30 лет, а в каждой следующей возрастной группе продуктивность снижалась на 30 % для мужчин и на 20 % для женщин. Во всех возрастных группах мужчины выполняли задания лучше, чем женщины; при этом половые различия уменьшались с возрастом. Существуют несколько гипотез происхождения половых различий. Например, согласно теории эволюционного происхождения половых различий,  мужчины превосходят женщин в пространственных способностях, потому что они традиционно занимались охотой, а женщины собирательством (Silverman, Choi,Peters,2007). Еще одно из возможных объяснений половых различий является то, какую используют стратегию решения. Возможно, это связано с тем, что женщины в решении пространственных задач больше опираются на аналитические стратегии, а мужчины на целостные стратегии(Heil, Jansen - Osmann,2008).